# Slavo-Serbia
La Slavo-Serbia o Slaveno-Serbia (in ucraino Слов'яносербія?, Slov"janoserbija; in russo Славяносербия?, Slavjanoserbija; in serbo Славеносрбија (Славосрбија)?, Slavenosrbija (Slavosrbija); in slavo-serbo: Славо-Сербія o Славено-Сербія), fu un territorio della Russia imperiale tra il 1753 e il 1764. Si trovava sulla riva destra del fiume Donec tra i fiumi Bachmutka (Бахмут) e Luhan (Лугань). Quest'area oggi costituisce i territori dell'attuale oblast' di Luhans'k e dell'oblast' di Donec'k dell'Ucraina. Il centro amministrativo della Slavo-Serbia era a Bachmut (Bahmut).

## Storia
Con decreto del Senato del 29 maggio 1753, le terre libere di quest'area furono offerte per l'insediamento a serbi, rumeni, bulgari, greci ed altri popoli balcanici di denominazione cristiana ortodossa per garantire la protezione e lo sviluppo delle frontiere di questa parte delle steppe.
La Slavo-Serbia era governata direttamente dal Senato direttivo russo e dal Collegio della Guerra. I coloni alla fine formarono il reggimento degli ussari di Bachmut nel 1764. Sempre nel 1764, la Slavo-Serbia fu trasformata nell'uezd di Donec del Governatorato di Ekaterinoslav (oggi nell'oblast' di Dnipropetrovs'k, in Ucraina). I comandanti della Slavo-Serbia erano i colonnelli Rajko Depreradović e Jovan Šević . Questi colonnelli serbi guidarono i loro soldati in varie campagne militari russe; in tempo di pace insieme ai cosacchi mantenevano le terre di confine libere dalle incursioni di altri stati.

## Demografia
La provincia aveva una popolazione etnicamente diversificata che includeva serbi, rumeni e altri. Nel 1755 la popolazione dello Slavo-Serbia contava 1.513 abitanti (di entrambi i sessi). Nel 1756, nel reggimento di Jovan Šević, c'erano il 38% di serbi, il 23% di rumeni e il 22% di altre etnie. Nel 1763 la popolazione della Slavo-Serbia contava 3.992 abitanti maschi, di cui solo 378 serbi.

## Luoghi della Slavo-Serbia
| Bachmut (Bahmut) | Bachmut — Бахмут               | Bachmut — Бахмут                                                                         |
| Serebrjanka | Serebrjanka — Серебрянка       | Serebrjanka — Серебрянка (Серебрянка)                                                    |
| Privoljno | Pryvol'ne — Привольне          | Pryvillja — Привілля (Приволье)                                                          |
| Verchnja | Verchnje — Верхнє              | -                                                                                        |
| Nižnje | Nyžnje — Нижнє                 | Nyžnje — Нижнє (Нижнее)                                                                  |
| Lugansko | Luhans'ke — Луганське          | Luhans'ke — Луганське (Луганское)                                                        |
| Trojicka | Troïc'ke — Троїцьке            | Troïc'ke — Троїцьке (Троицкое)                                                           |
| Kalinovo | Kalynovs'ke — Калиновське      | Kalynove — Калинове (Калиново)                                                           |
| Crimsko | Kryms'ke — Кримське            | Kryms'ke — Кримське (Крымское)                                                           |
| Podgorno | Pidgorne — Підгорне            | Slov"janoserbs'k — Слов'яносербськ (Славяносербск)                                       |
| Oroše | Choroše — Хороше               | Choroše — Хороше                                                                         |
| Cerkasco | Čerkas'ke — Черкаське          | Čerkas'kyj Brid — Черкаський Брід (Черкасский Брод) / Zymohir"ja — Зимогір'я (Зимогорье) |
| Žovta | Žovte — Жовте                  | Žovte — Жовте                                                                            |
| Vaso Krasni | Krasnyj Jar — Красний Яр       | Krasnyj Jar — Красний Яр (Красный Яр)                                                    |
| Kamjani Brod | Kam"janyj Brid — Кам'яний Брід | Kam"janyj Brid — Кам'яний Брід (Каменный Брод)                                           |
| Vergunci | Verhunka — Вергунка            | Verhunka — Вергунка                                                                      |
| Note: (1) Nomi serbi dati nell'alfabeto latino serbo. (2) I nomi ucraini sono dati nelle traslitterazioni latine e nelle forme cirilliche native. |                                |                                                                                          |

## Galleria d'immagini

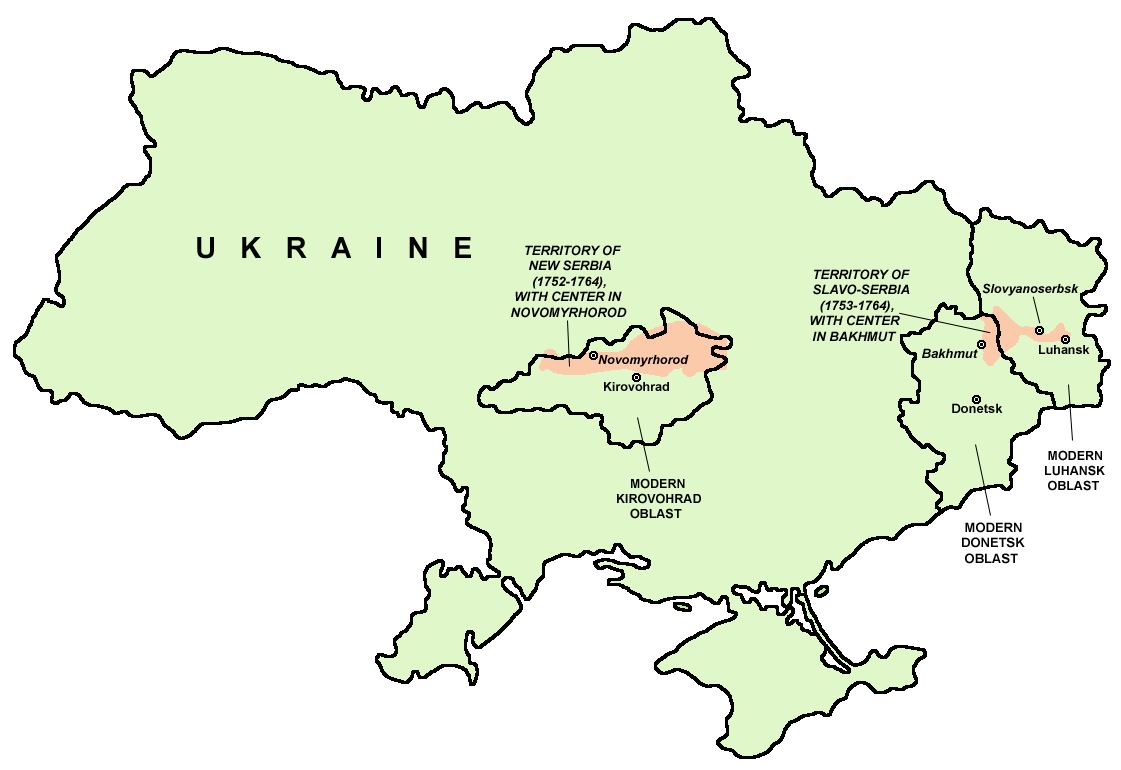
Mappa dell'attuale Ucraina con il territorio della Slavo-Serbia indicato in rosso sul lato destro.
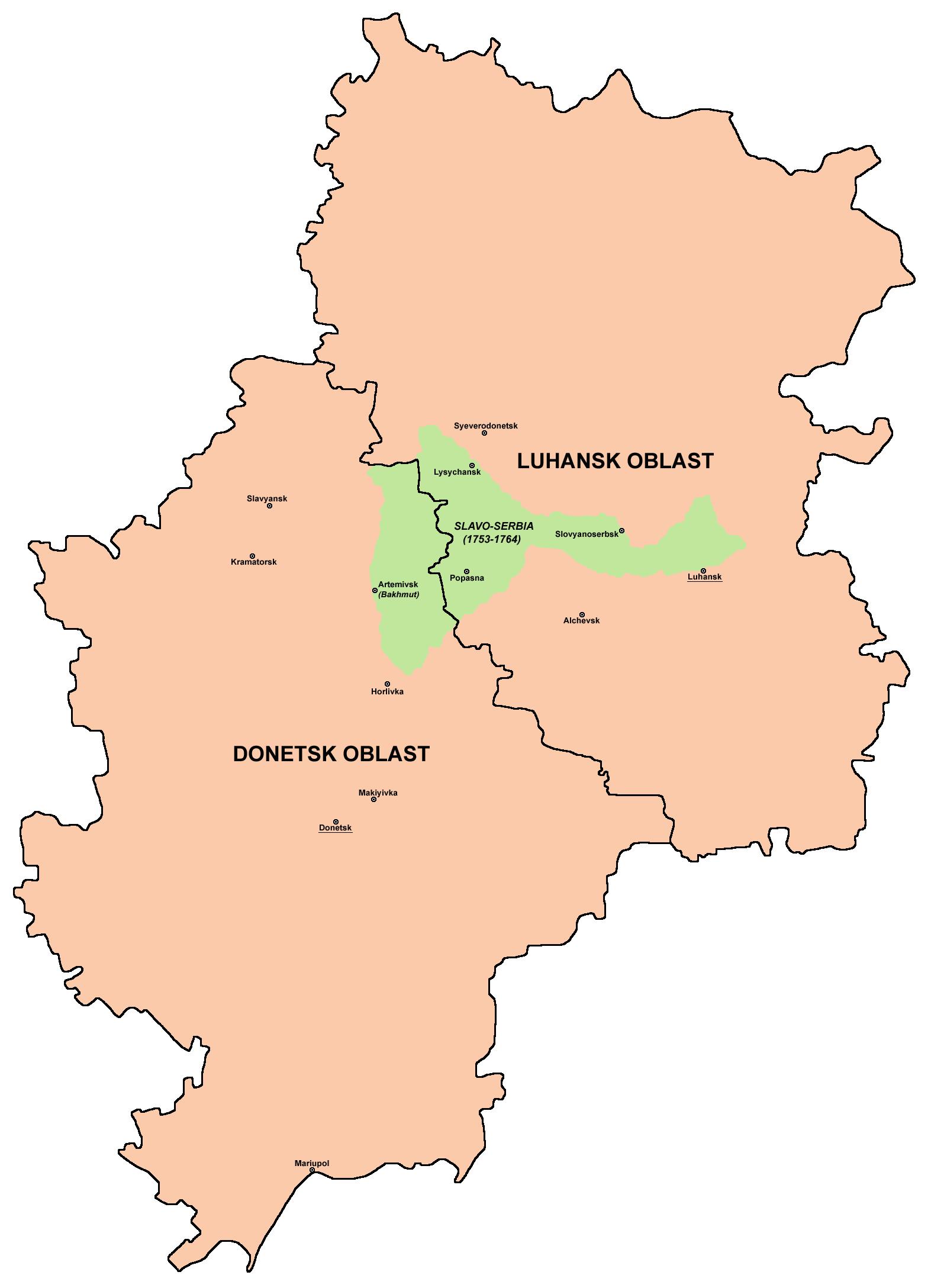
Mappa della posizione della Slavo-Serbia.
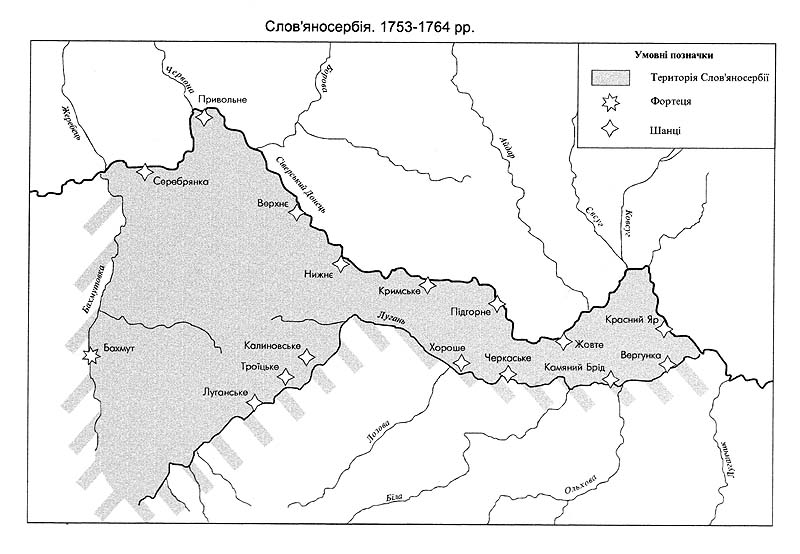
Mappa della Slavo-Serbia.